# Suikerglas
Suikerglas is een eetbaar mengsel van suiker, glucosestroop en water, dat indien het tijdelijk wordt uitgehard sprekend lijkt op glas.
In het verleden werd suikerglas veelvuldig gebruikt in de filmindustrie voor stunts met glazen ramen en voorwerpen, aangezien suikerglas makkelijker breekt en minder gevaarlijk is dan echt glas. Omdat suikerglas hygroscopisch is, moet het snel na het uitharden worden gebruikt, anders verliest het z’n effect. Tegenwoordig gebruikt men dan ook steeds vaker kunsthars, bekend onder de merknaam Piccotex (of piccolastic).